# Anton Feistle
Anton Feistle (* 22. Mai 1892 in Oberknöringen; † 11. April 1963 in Eichendorf) war ein deutscher Politiker der CSU.
In der Zeit vor 1933 war Feistle als Redakteur beim Vilsbiburger Anzeiger angestellt.
1933 war er für die BVP kurzzeitig Mitglied des Stadtrats. Vom 26. Juni bis zum 5. Juli 1933 verbrachte er im Gefängnis des Amtsgerichts Vilsbiburg zehn Tage in "Schutzhaft".
Nach dem Krieg wurde Feistle zum Bürgermeister von Vilsbiburg ernannt, das Amt übte er bis zum 31. August 1946 aus. Ebenfalls 1946 gehörte er der Verfassunggebenden Landesversammlung an.